# Управление полицмейстера (Пушкин)
Управление полицмейстера — историческое здание в Пушкине. Построено в 1821 году. Объект культурного наследия федерального значения. Расположено на Леонтьевской улице, дом 22, выходит на Соборную площадь.

## История
Здание входит в комплекс зданий Царскосельской полиции, оформляющий западную сторону Соборной площади. Был использован проект, разработанный архитектором В. И. Гесте и доработанный в 1819 году В. П. Стасовым. Здание возведено в 1821 году. В доме находилась квартира полицмейстера, а также частного пристава. В этом доме с 1853 по 1861 год проживал Н. И. Цылов, составитель атласов Царского Села и Санкт-Петербурга. После Октябрьской революции в бывшем комплексе зданий полиции разместились Детскосельский (Пушкинский) городской Совет рабоче-крестьянских и красноармейских депутатов, а также исполнительные органы городской власти. Сейчас здание управления полицмейстера занимает управление районного военного комиссариата.

## Архитектура
Стиль каменного двухэтажного здания — безордерный классицизм. Оно симметрично зданию Пожарной части. Нижний этаж рустован, окна оформляют замковые камни. К дому с обеих сторон примыкают каменные ограды, справа от здания в ограде имеются ворота, снабжённые каменными устоями, для проезда во двор.